# Coronilla viminalis
Coronilla viminalis är en ärtväxtart som beskrevs av Richard Anthony Salisbury. Coronilla viminalis ingår i släktet kroniller, och familjen ärtväxter. Inga underarter finns listade i Catalogue of Life.

## Bildgalleri

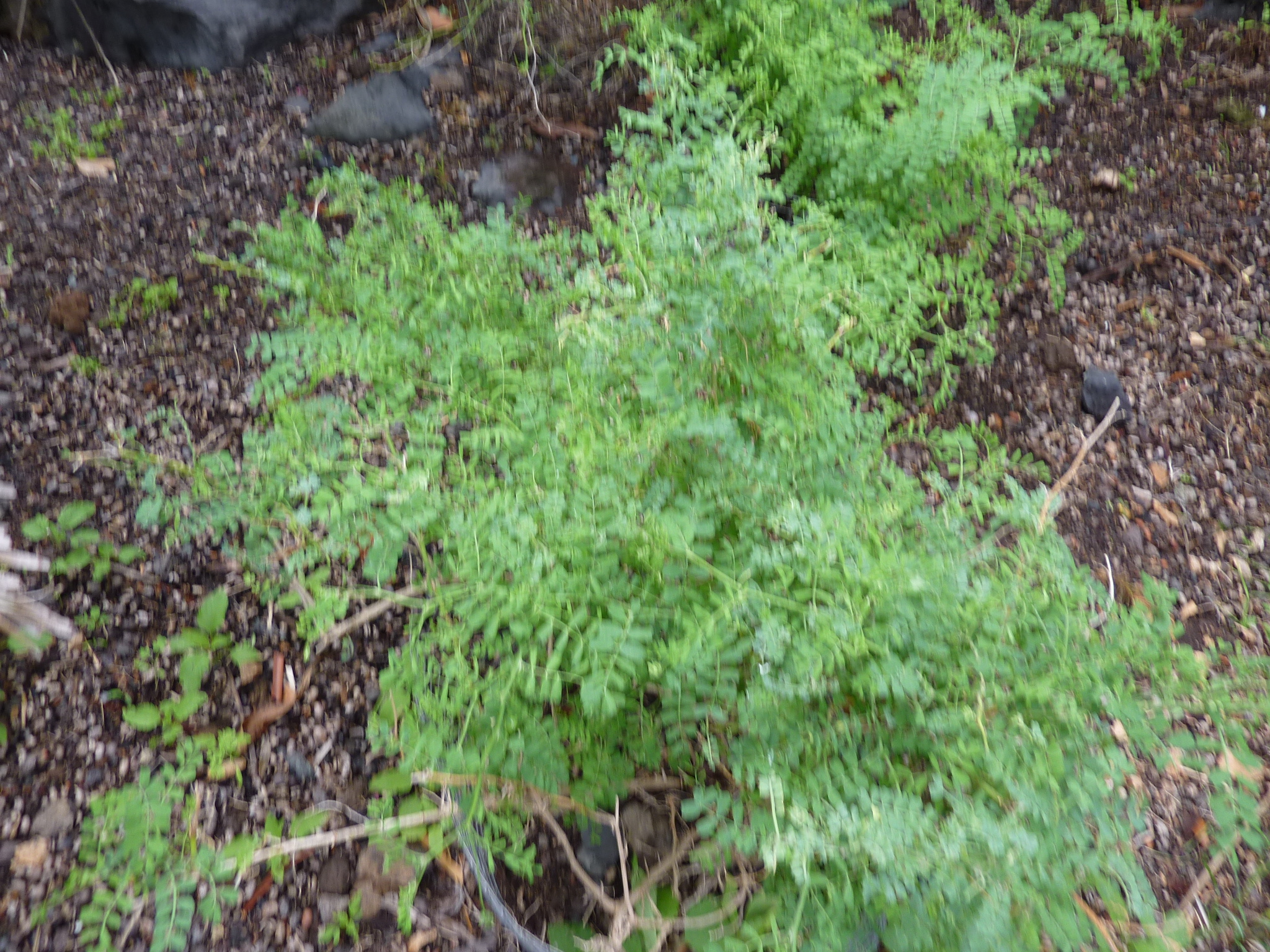